# Stanley and Stanley Common
Pour les articles homonymes, voir Stanley.
Stanley and Stanley Common est une paroisse civile du Derbyshire, en Angleterre. Elle comprend les villages de Stanley et Stanley Common.